# Кенсиці
Кенсиці (пол. Kęsice) — село в Польщі, у гміні Завідз Серпецького повіту Мазовецького воєводства.
Населення — 53 особи (2011).
У 1975-1998 роках село належало до Плоцького воєводства.

## Демографія
Демографічна структура станом на 31 березня 2011 року:
|          | Загалом | Допрацездатний вік | Працездатний вік | Постпрацездатний вік |
| -------- | ------- | ------------------ | ---------------- | -------------------- |
| Чоловіки | 29      | 9                  | 15               | 5                    |
| Жінки    | 24      | 2                  | 12               | 10                   |
| Разом    | 53      | 11                 | 27               | 15                   |